# Милош Глишић
Милош Глишић (Пожега, 27. фебруар 1910. —  Београд, 17. јул 1946) био је југословенски и српски официр.
Глишић је завршио Војну академију у Београду 1933. године, а од 1940. радио је у Генералштабу. 27. марта 1941. био је један од прозападно оријентисаних српских војних официра који су извршили државни удар и поништили потпис тројног пакта. Након инвазије Осовине на Југославију придружио се четницима Драгољуба Михаиловића и учествовао у устанку против немачких окупационих снага. Крајем 1941. постао је командант Пожешког четничког одреда.
Почетком 1942. постаје командант Санџачког четничког одреда са командом у Новој Вароши и прихвата да га легализује Влада народног спаса. У августу 1942. Глишића је ухапсио, затворио и мучио Гестапо јер је саботирао немачке покушаје да разоружа своју јединицу и појачао комуникацију са Михаиловићем. Октобра 1942. одведен је у концентрациони логор Маутхаузен где је био до краја Другог светског рата. 1946. године га је ОЗНА ухапсила и судила заједно са Михаиловићем, другим истакнутим личностима четничког покрета и Недићевог режима. У јулу 1946. њих деветоро, међу којима и Глишић, проглашени су кривим за сарадњу са окупатором и ратне злочине. Стрељан на непознатој локацији у Београду.

## Рани живот
Глишић је рођен 27. фебруара 1910. године у Пожеги од мајке Станке и оца Стојадина. Био је ожењен и имао двоје деце.
Глишић је био студент Војне академије у Београду у периоду 1927—33. После одговарајућег школовања 1940. године радио је у оперативном одељењу Генералштаба КЈ са чином капетана. Глишић је био један од учесника државног удара који је 27. марта 1941. извела група прозападно оријентисаних српских војних официра који су били противници војног савеза са силама Осовине.

## Други светски рат
Почетком Другог светског рата Глишић постаје члан штаба Пожешког четничког одреда и убрзо унапређен у чин мајора.
Глишић је представљао четнике на преговорима са комунистима одржаним у првој половини августа 1941. године у селу Годовик, Ужичка Пожега. Комунистички вођа Чоловић ухапсио је Глишића после неуспешних преговора.
Према неким изворима, 16. октобра 1941. Глишић, тадашњи намесник Вучка Игњатовића, учествовао је у заједничком партизанском и четничком нападу на немачке снаге код Кнића у коме је погинуло 10 немачких војника, а 26 рањено.

### Хватање од стране Гестапоа
Глишића је 2. августа 1942. ухапсио Гестапо јер су открили да је саботирао разоружавање одреда и слушао наредбе Драже. Испитиван и мучен је у београдској централи Гестапоа да би открио где се налазе Михаиловић и Броз. Када је одбио, Немци су га 18. октобра 1942. одвели у концентрациони логор Маутхаузен-Гусен.

### Хапшење од ОЗНЕ
Након пуштања из концентрационог логора, Глишић је остао у Аустрији до јануара 1946. године када је покушао да илегално уђе у Југославију код Марибора. ОЗНА га је ухапсила.
Целом свету позната је ноторна чињеница да су Немци тамо (логор Маутхаузен) слали само своје непријатеље. И заиста, ја сам често зажалио што нисам онда стрељан, што нисам прошао кроз димњак крематоријума...
Милошу Глишићу, логорашу Маутхаузена број 3.472 је суђено и осуђен је на смрт на Београдском процесу 1946. Стрељан је у Београду на непознатом месту 17. јула 1946. године.